# Wildpoldsried
Wildpoldsried (ⓘ) ist eine Gemeinde im schwäbischen Landkreis Oberallgäu.
Bundesweit und international bekannt wurde die kleine Gemeinde als Energiedorf, das mittels erneuerbarer Energien ca. fünfmal so viel Energie erzeugt, wie es selbst verbraucht. Für diese Leistung wurde die Gemeinde vielfach mit deutschen (z. B. Deutscher Solarpreis 2009, Bayerische Staatsmedaille für Verdienste um die Umwelt 2011) und internationalen Preisen geehrt. 2018 erhielt die Gemeinde zum zweiten Mal den European Energy Award in Gold, diesmal mit der europaweit höchsten Punktzahl. 2019 wurde die Gemeinde als Bayerisches Heimatdorf prämiert.

## Geographie

### Lage
Wildpoldsried liegt im Oberallgäu im Leubasbecken. Durch den Ort verläuft der Allgäu-Radweg.
Die Höhenlage der Gemeinde reicht von 713 m ü. NHN im Leubastal bis 912 m ü. NHN im Kronholz bei Steig.

### Gemeindegliederung
Das Gemeindegebiet besteht nur aus der Gemarkung Wildpoldsried.
Es gibt 22 Gemeindeteile (in Klammern ist der Siedlungstyp angegeben):
- Einöde (Dorf)
- Ellenberg (Dorf)
- Eufnach (Dorf)
- Frohnschwenden (Dorf)
- Hutoi (Weiler)
- Kürbsen (Einöde)
- Meggenried (Dorf)
- Moosmühle (Weiler)
- Oberegg (Weiler)
- Obereiberg (Weiler)
- Ramsoi (Einöde)
- Reuten (Weiler)
- Schnaitweg (Weiler)
- Steig (Weiler)
- Straßberg (Einöde)
- Trampoi (Weiler)
- Trogoi (Weiler)
- Trostbühl (Einöde)
- Unteregg (Weiler)
- Untereiberg (Einöde)
- Wildpoldsried (Pfarrdorf)
- Wolkenberg (Weiler)

## Geschichte
Wildpoldsried wurde erstmals urkundlich im Jahr 1392 (durch einen Verkauf der Burg Wolkenberg) erwähnt und war vor 1800 Sitz eines Oberen und Unteren Gerichts des Fürststifts Kempten. Seit dem Reichsdeputationshauptschluss und der Säkularisation 1803 gehört der Ort zu Bayern. Im Zuge der Verwaltungsreformen im Königreich Bayern entstand mit dem Gemeindeedikt von 1818 die heutige Gemeinde.
Zwischen 1988 und 2018 wuchs die Gemeinde von 1964 auf 2602 um 638 Einwohner bzw. um 32,5 %.

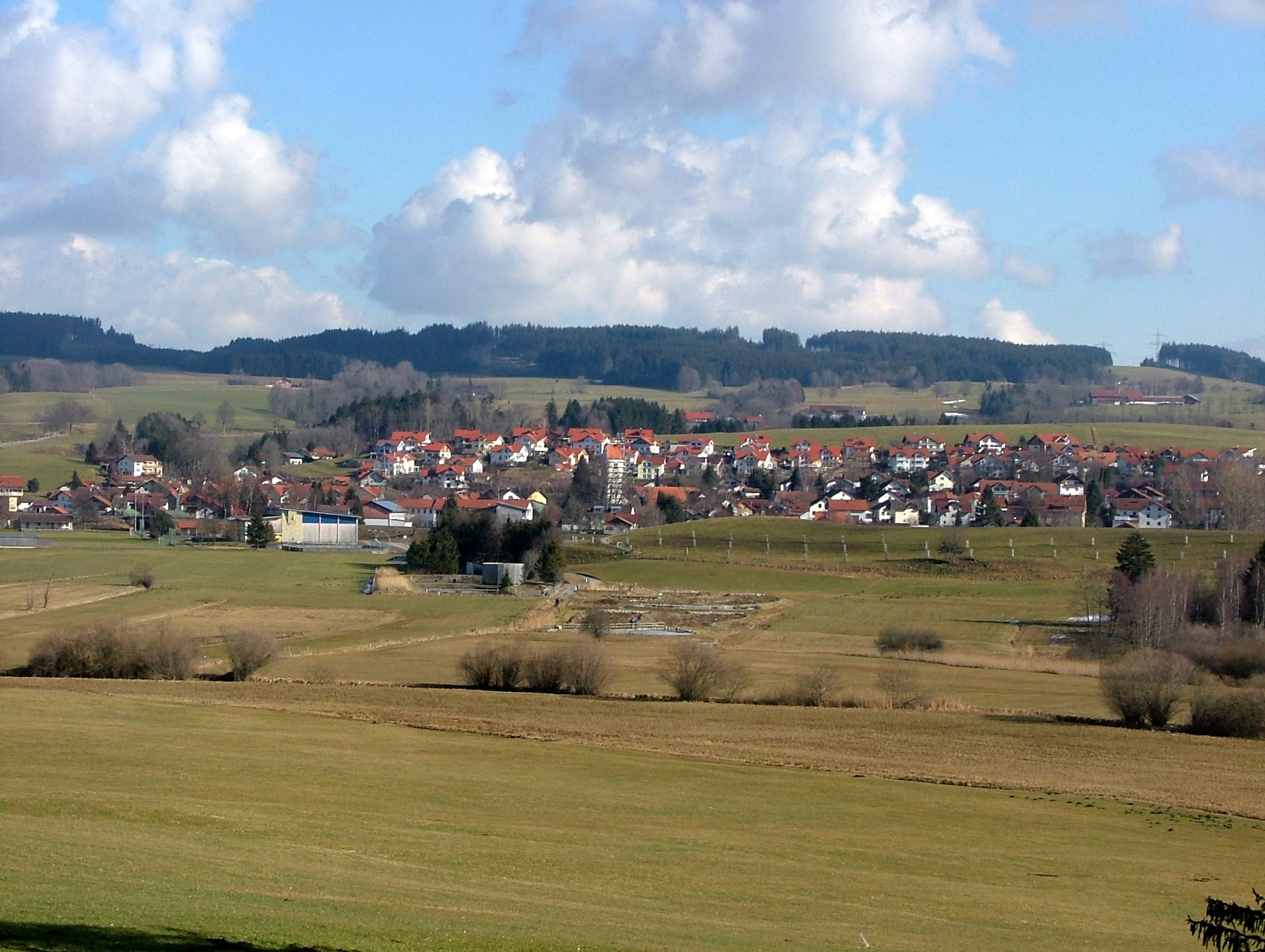
Wildpoldsried

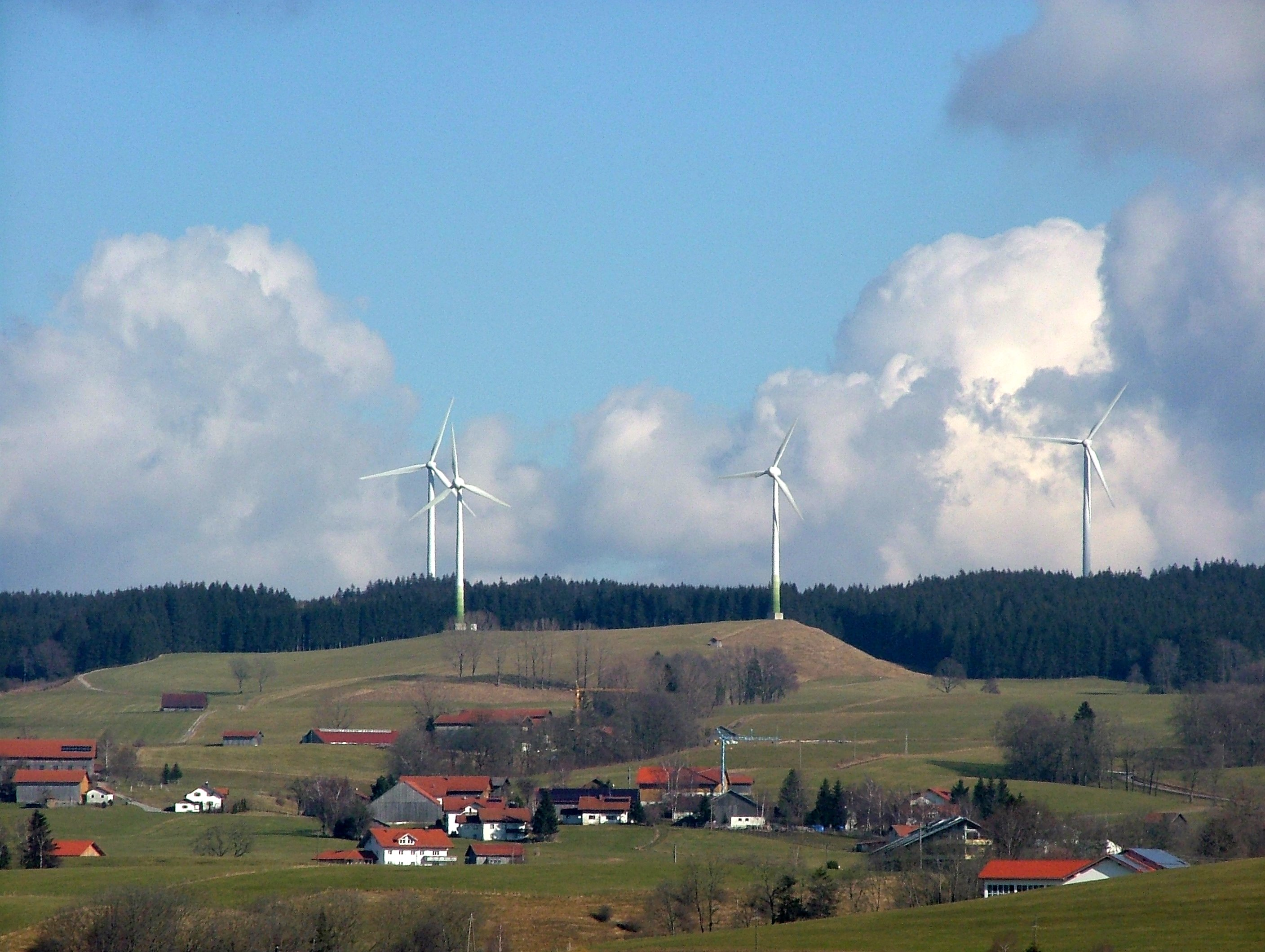
Windräderdorf Wildpoldsried

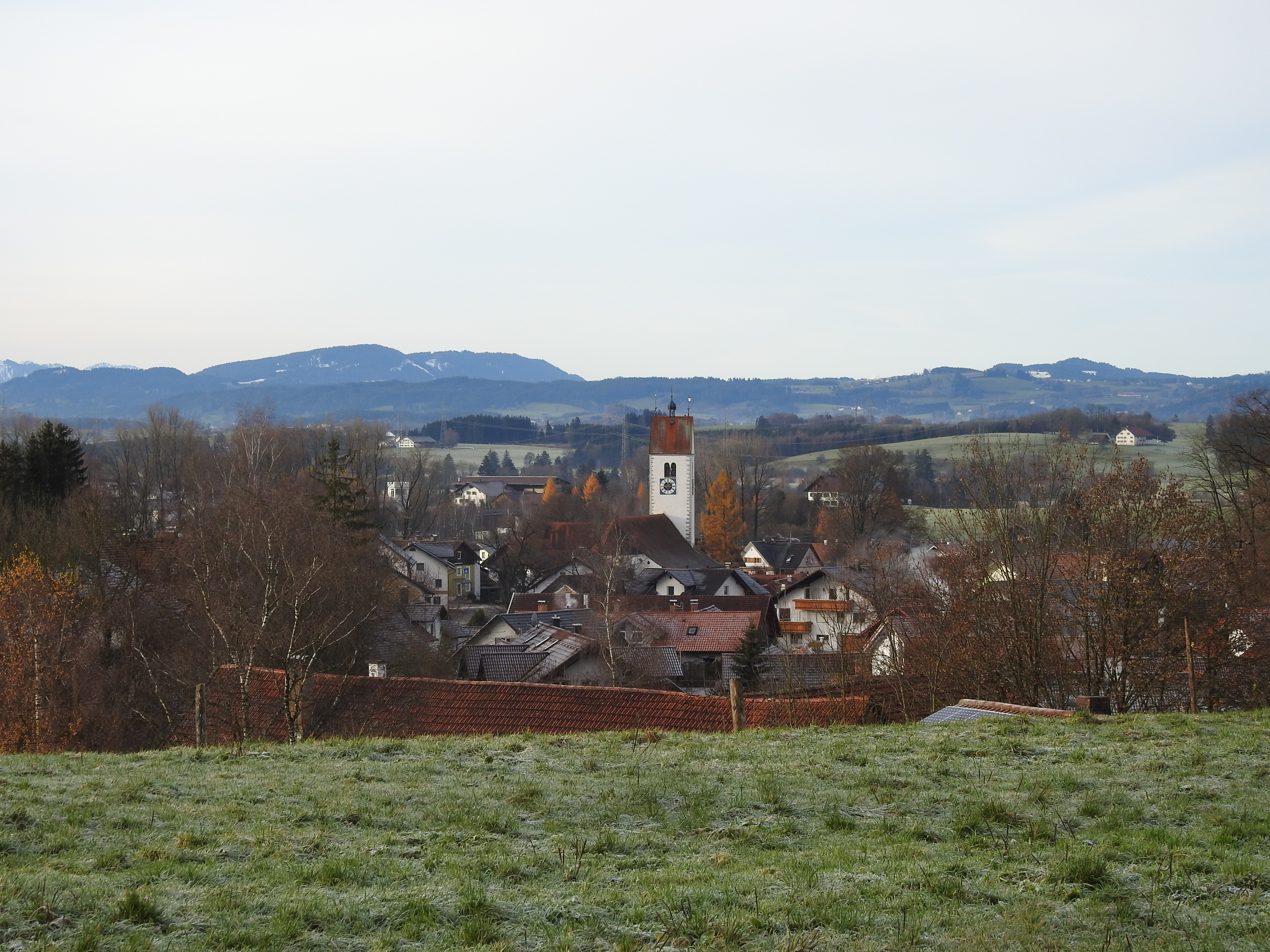
Wildpoldsried von Nordosten

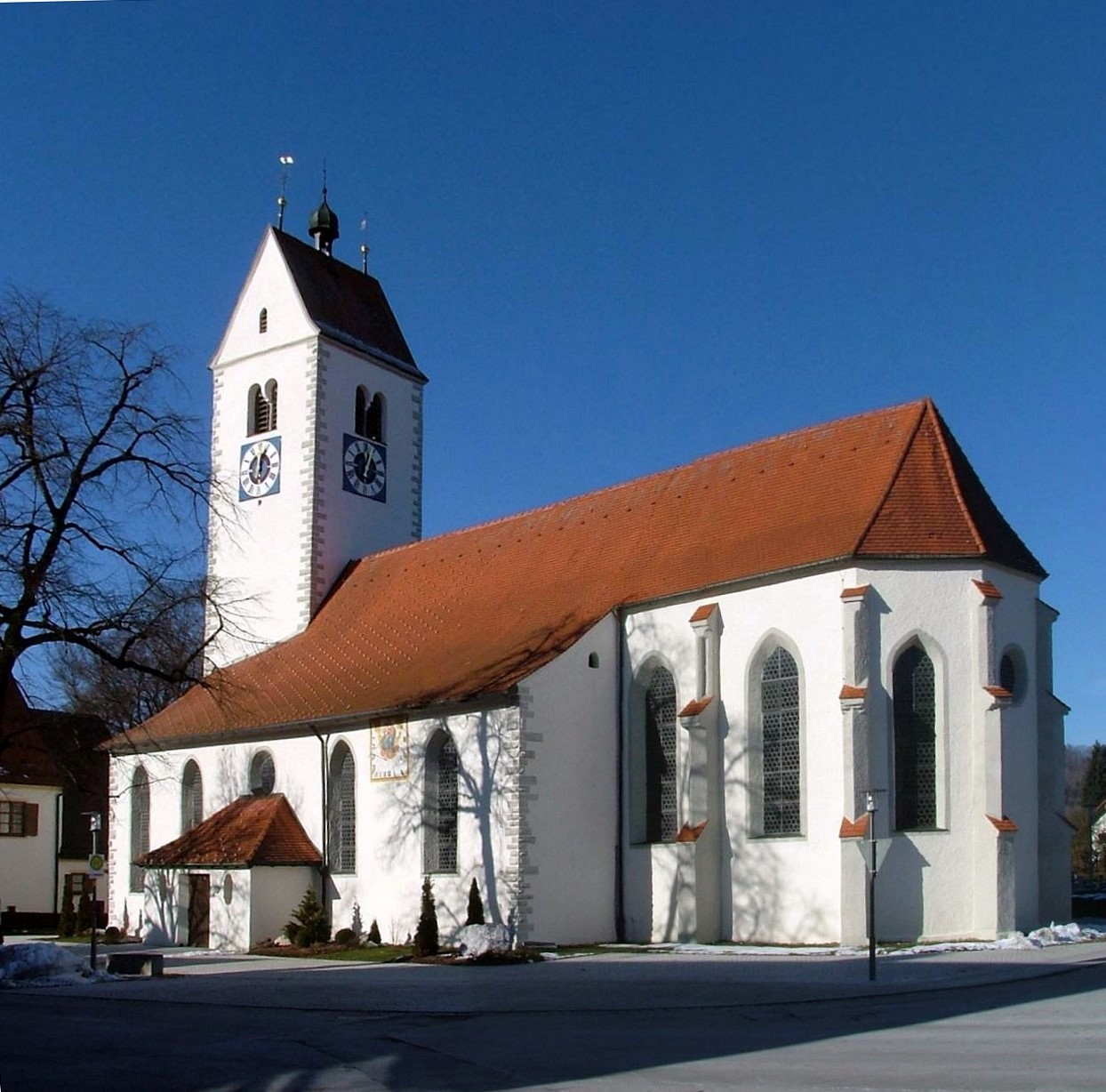
Pfarrkirche St. Georg und Mauritius

| Bevölkerungsentwicklung | Bevölkerungsentwicklung | Bevölkerungsentwicklung | Bevölkerungsentwicklung | Bevölkerungsentwicklung | Bevölkerungsentwicklung | Bevölkerungsentwicklung | Bevölkerungsentwicklung | Bevölkerungsentwicklung | Bevölkerungsentwicklung | Bevölkerungsentwicklung | Bevölkerungsentwicklung | Bevölkerungsentwicklung | Bevölkerungsentwicklung | Bevölkerungsentwicklung |
| Jahr                    | 1840                    | 1900                    | 1939                    | 1950                    | 1961                    | 1970                    | 1987                    | 1991                    | 1995                    | 2000                    | 2005                    | 2010                    | 2015                    |                         |
| ----------------------- | ----------------------- | ----------------------- | ----------------------- | ----------------------- | ----------------------- | ----------------------- | ----------------------- | ----------------------- | ----------------------- | ----------------------- | ----------------------- | ----------------------- | ----------------------- | ----------------------- |
| Einwohner               | 743                     | 932                     | 1170                    | 1510                    | 1813                    | 1668                    | 1917                    | 2135                    | 2338                    | 2385                    | 2545                    | 2531                    | 2554                    |                         |

## Politik

### Gemeinderat
Bei der Wahl am 15. März 2020 erhielt der gemeinsame Wahlvorschlag von CSU/Freie Bürger 50,62 % der Stimmen und die Freien Wähler 49,38 %. Beide Gruppen sind mit jeweils sieben Gemeinderäten vertreten, darunter zwölf Männer und zwei Frauen.

### Bürgermeister
Seit dem 1. Mai 2020 ist Renate Deniffel (CSU) Erste Bürgermeisterin. Diese wurde am 15. März 2020 mit 91 % der Stimmen gewählt. Ihr Vorgänger war Arno Zengerle (CSU), der vom 1. Mai 1996 bis zum 30. April 2020 amtierte.

### Gemeindefinanzen
Im Jahr 2018 betrugen die Gemeindesteuereinnahmen 2.800.000 Euro, davon waren 745.000 Euro Gewerbesteuereinnahmen (netto).

### Wappen
|  | Blasonierung: „Schild gespalten; vorne geteilt von Rot und Blau, hinten in Silber zwei gekreuzte schwarze Pfeile.“ |
|  | |

### Gemeindepartnerschaften
Die Gemeinde besiegelte im Jahr 1986 die Partnerschaftsurkunde mit den Gemeinden Civray und Saint-Ambroix in der französischen Landschaft Berry.

## Bau- und Bodendenkmäler
- Burgruine Wolkenberg
- katholische Pfarrkirche St. Georg und Mauritius
- Schloss Wagegg

## Wirtschaft und Infrastruktur

### Wirtschaft
2018 gab es in der Gemeinde 781 sozialversicherungspflichtige Arbeitsplätze. Von der Wohnbevölkerung standen 1062 Personen in einem versicherungspflichtigen Beschäftigungsverhältnis. Damit war die Zahl der Auspendler um 281 Personen größer als die der Einpendler. 20 Einwohner waren arbeitslos. 2016 gab es 57 landwirtschaftliche Betriebe.
Der Stromspeicher-Hersteller Sonnen GmbH hat seinen Sitz in Wildpoldsried. Im Februar 2019 wurde die Übernahme von Sonnen durch den britisch-niederländischen Energiekonzern Royal Dutch Shell bekannt.

### Verkehr
Durch Wildpoldsried verläuft die Bahnstrecke Buchloe–Lindau, allerdings ohne Halt. An das überörtliche Verkehrsnetz ist die Gemeinde insbesondere durch die Bundesstraße 12 angebunden; die nächste Einfahrt liegt 3 km vom Ortszentrum entfernt.

### Energiedorf Wildpoldsried
Seit Mitte der 1990er-Jahre wurden rund 24 Millionen Euro in den ökologischen Umbau der Gemeinde investiert. Dabei wurden neun Windkraftanlagen errichtet, 26.400 Quadratmeter Photovoltaikanlagen installiert und eine Biogasanlage errichtet, welche Wärme für die Haushalte liefert. Das Dorf produziert ca. fünfmal so viel Strom, wie es verbraucht. 2012 wurden zwei weitere Windräder in Betrieb genommen. Die Wochenzeitung Die Zeit nannte 2012 die Zahl von 30 Millionen Euro, welche die Bürger von Wildpoldsried bisher in erneuerbare Energie investiert hatten.

### Netzintegration
Um die Einspeisung der je nach Wind- und Sonnenverhältnissen stark schwankenden Erzeugungsmengen von Strom zu optimieren, arbeitet das Dorf, im Rahmen von Forschungsprojekten, mit den Allgäuer Überlandwerken, Siemens, der Hochschule Kempten und der RWTH Aachen zusammen.
Seit April 2011 läuft das Pilotprojekt IRENE bzw. IREN2, welches wiederum 2018 durch das Projekt "Pebbles" abgelöst wurde. Die Projekte befassen sich mit der Integration von großen Mengen regenerativer Energie ins Stromnetz, mit Elektromobilität, sowie mit der Inselnetzfähigkeit kleinerer Netzbereiche.

## Bildung
Im Bildungsbereich gibt es folgende Einrichtungen:
- Eine Kindertagesstätte mit 124 Plätze und 108 betreuten Kindern (Stand 1. März 2019)
- Die Grundschule Wildpoldsried mit acht Lehrkräften und 98 Schülern (Schuljahr 2018/19)[13]

### Audios
- Wildpoldsried – Ein kleines Dorf mit viel Energie. In: Deutschlandfunk (DLF). 6. Januar 2024 (MP3: 48:39 Minuten; 45 MB).

### Videos
- Deutsche Welle: Kluge Energievisionen in Deutschland | Global Ideas
- Siemens Dokumentation Wildpoldsried
- Die Strompioniere von Wildpoldsried. In: projekt-irene.de, Allgäuer Überlandwerk GmbH (131 MB)